# Ostslawische Sprachen

Länder mit ostslawischen Nationalsprachen

Die ostslawischen Sprachen sind neben den süd- und westslawischen Sprachen eine der drei Gruppen der slawischen Sprachen, die ihrerseits zur indogermanischen Sprachfamilie gehören. Ostslawische Sprachen werden von ca. 224 Mio. Menschen als Muttersprache gesprochen. Insbesondere das Russische erlangte Bedeutung als Weltsprache.

## Mitglieder der ostslawischen Sprachengruppe

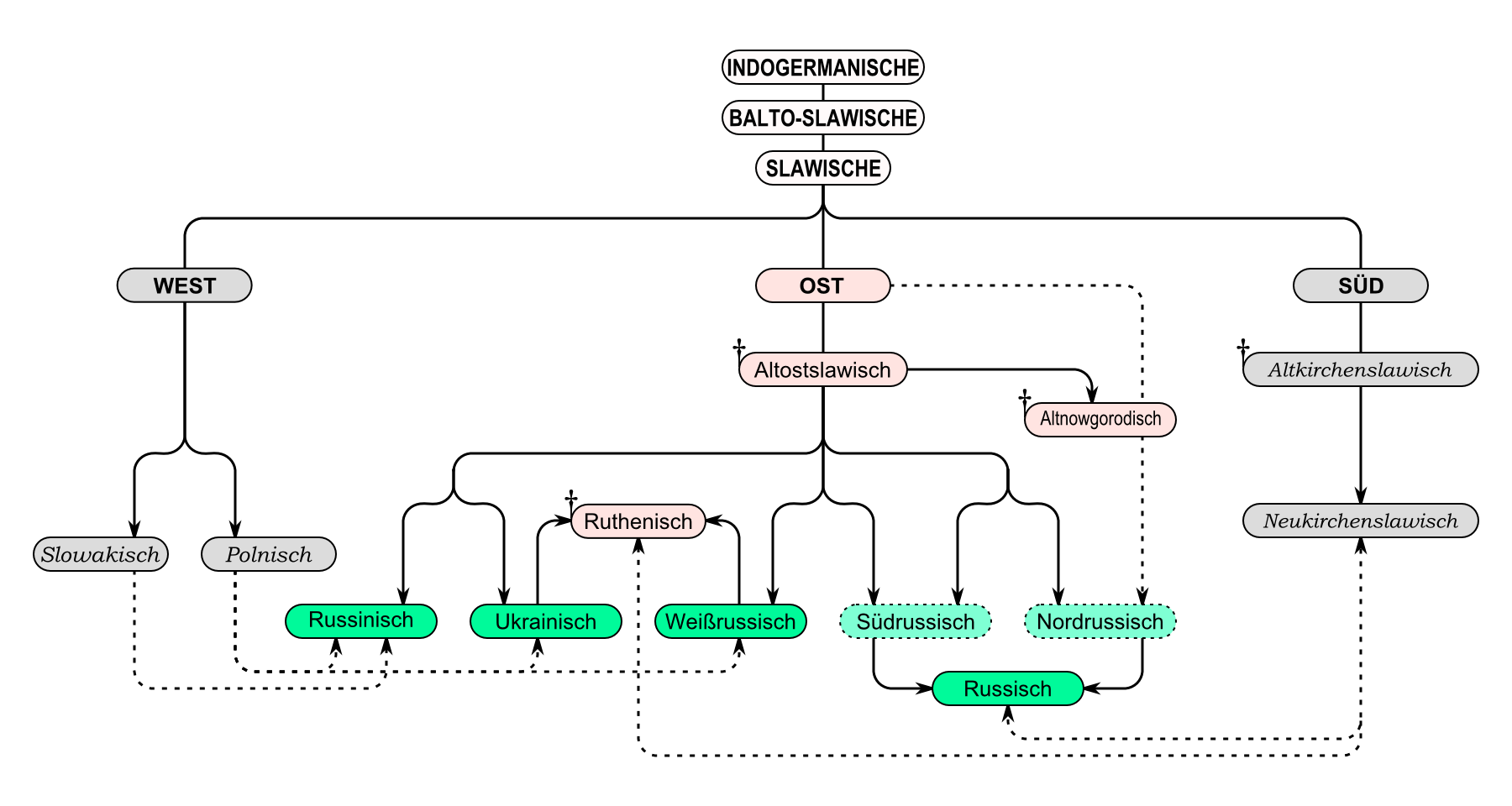
Stammbaum der ostslawischen Sprachen

Zur ostslawischen Sprachengruppe zählen:
- Russisch
- Ukrainisch
- Belarussisch
- Karpato- und Jugoslawo-Russinisch (Letzteres wird alternativ auch als Westslawisch angesehen)
- Westpolessisch

sowie als historische Sprachformen:
- Altostslawisch †
- Ruthenisch †

## Merkmale der ostslawischen Sprachen
Kennzeichen der ostslawischen Sprachen gegenüber den west- und südslawischen sind:
- Urslawisch *or, *ol, *er, *el zwischen Konsonanten sind als oro, olo, ere, olo vertreten (so genannter Volllaut); 
 vgl. russisch moroz < urslawisch *morzъ 'Frost' oder moloko < *melko 'Milch'.
- Urslawisch *tj und *dj sind als č bzw. ž vertreten; 
 vgl. russisch sveča < urslawisch *světja 'Licht, Kerze' oder meža < *medja 'Rain'.
- Die ostslawischen Sprachen werden (anders als die westslawischen und einige südslawische Sprachen) in kyrillischer Schrift geschrieben.

## Geschichte
Wann sich die ostslawischen Sprachen vom Urslawischen trennten, ist schwer zu bestimmen (zwischen dem 6. und dem 11. Jahrhundert).
Die Geschichte der ostslawischen Sprachen ist ein politisch sehr heikles Thema, da sie von den Ostslawen selbst aus verschiedenen Perspektiven betrachtet wird, da sie in ihrer gemeinsamen Geschichte die jeweilige nationale Geschichte wiederzufinden versuchen ("sicut ceteri mortalium, originem suam quam vetustissimam ostendere cupientes" – „wie alle Menschen, ihren Ursprung möglichst weit in die Vergangenheit ausdehnen wollend“, wie schon Aeneas Sylvius 1458 in seiner Historia Bohemica bemerkte).
Deshalb ist es besonders wichtig, eine klare Unterscheidung zwischen der Geschichte der ostslawischen Dialekte und der Geschichte der von den Ostslawen benutzten Schriftsprachen zu machen. Denn obwohl die meisten alten Texte den Dialekt ihrer Autoren und/oder Schreiber offenbaren und so eine recht genaue geografische Einordnung ermöglichen, ist den Texten anzumerken, dass deren Autoren sich bemühten, in einer von ihren Dialekten verschiedenen Schriftsprache zu schreiben und die 'Fehler', die heute eine Lokalisierung ermöglichen, zu vermeiden.
In beiden Fällen ist stets zu bedenken, dass die Geschichte der ostslawischen Sprachen (vor der Erfindung der Schallplatte) nur eine Geschichte geschriebener Texte ist. Wie die Schreiber der überlieferten Texte im Alltag gesprochen hätten oder wie ein schreibunkundiger Bauer mit seiner Familie sprach, lässt sich nur extrapolieren.

### Geschichte der Schriftsprachen
|                                             | Geschichte des Ukrainischen            | Geschichte des Belarussischen          | Geschichte des Russischen              |
| Vorschriftliche Epoche (bis ca. 9./11. Jh.) | Ostslawische Dialekte des Urslawischen | Ostslawische Dialekte des Urslawischen | Ostslawische Dialekte des Urslawischen |
| Alte Epoche (ca. 9./11. bis 14. Jh.)        | Altostslawisch                         | Altostslawisch                         | Altostslawisch                         |
| Mittlere Epoche (ca. 15. bis 18. Jh.)       | Ruthenisch                             | Ruthenisch                             | Altrussisch (i. e. S.)                 |
| Neue Epoche (ca. seit dem 18./19. Jh.)      | (Modernes) Ukrainisch                  | (Modernes) Belarussisch                | (Modernes) Russisch                    |

Es folgt ein kurzer Überblick über die alte und die mittlere Epoche. Weitere Informationen unter altostslawische Sprache, ruthenische Sprache und russische Sprache.
Nach der Christianisierung der Ostslawen benutzten diese Gottesdienstbücher aus Bulgarien, die auf „Altbulgarisch“, d. h. auf Altkirchenslawisch geschrieben waren. Diese Sprache wurde weiterhin auch in außerliturgischen Texten verwendet, stand jedoch unter dem Einfluss der ostslawischen Dialekte, so dass sich daraus das so genannte Russisch-Kirchenslawisch entwickelte.
Das gesamte Mittelalter hindurch (und in mancher Hinsicht bis heute) gab es eine gewisse Dualität zwischen dem Kirchenslawischen als 'höhere' Stilebene, die (vor allem, aber nicht nur) in religiösen Texten benutzt wurde, und einer den ostslawischen Dialekten stärker angenäherten Volkssprache, die in säkularen Texten Verwendung fand. Diese Situation ist verschiedentlich als Diglossie beschrieben worden (obwohl auch Mischtexte vorkommen und obwohl es bisweilen kaum möglich ist zu ermitteln, warum ein jeweiliger Autor in einem jeweiligen Kontext eine volkssprachliche oder eine kirchenslawische Form benutzte).

### Geschichte der Dialekte
| Geschichte der ostslawischen Dialektgruppierungen | Geschichte der ostslawischen Dialektgruppierungen | Geschichte der ostslawischen Dialektgruppierungen | Geschichte der ostslawischen Dialektgruppierungen | Geschichte der ostslawischen Dialektgruppierungen | Geschichte der ostslawischen Dialektgruppierungen | Geschichte der ostslawischen Dialektgruppierungen | Geschichte der ostslawischen Dialektgruppierungen | Geschichte der ostslawischen Dialektgruppierungen | Geschichte der ostslawischen Dialektgruppierungen | Geschichte der ostslawischen Dialektgruppierungen | Geschichte der ostslawischen Dialektgruppierungen |
| --- | ------------------------------------------------- | ------------------------------------------------- | ------------------------------------------------- | ------------------------------------------------- | ------------------------------------------------- | ------------------------------------------------- | ------------------------------------------------- | ------------------------------------------------- | ------------------------------------------------- | ------------------------------------------------- | ------------------------------------------------- |
| | Geschichte des Ukrainischen                       | Geschichte des Ukrainischen                       | Geschichte des Ukrainischen                       | Geschichte des Belarussischen                     | Geschichte des Belarussischen                     | Geschichte des Belarussischen                     | Geschichte des Belarussischen                     | Geschichte des Russischen                         | Geschichte des Russischen                         | Geschichte des Russischen                         | Geschichte des Russischen                         |
| Vorschriftlich | Ostslawische Dialekte des Urslawischen            | Ostslawische Dialekte des Urslawischen            | Ostslawische Dialekte des Urslawischen            | Ostslawische Dialekte des Urslawischen            | Ostslawische Dialekte des Urslawischen            | Ostslawische Dialekte des Urslawischen            | Ostslawische Dialekte des Urslawischen            | Ostslawische Dialekte des Urslawischen            | Ostslawische Dialekte des Urslawischen            | Ostslawische Dialekte des Urslawischen            | Now- go- rod?                                     |
| im 11. Jh. | Galizien- Podolien- Dialekte                      | Kiew- Polessien- Dialekte                         | Kiew- Polessien- Dialekte                         | Kiew- Polessien- Dialekte                         | Kiew- Polessien- Dialekte                         | Polazk- Rjasan- Dialekte                          | Polazk- Rjasan- Dialekte                          | Polazk- Rjasan- Dialekte                          | Nowgorod- Susdal- Dialekte                        | Nowgorod- Susdal- Dialekte                        | Now- go- rod?                                     |
| heute | SW-                                               | SO-                                               | N-                                                | SW-                                               | Zentral-                                          | Zentral-                                          | NO-                                               | S-                                                | Mittel-                                           | N-                                                | N-                                                |
| heute | -ukrainische Dialekte                             | -ukrainische Dialekte                             | -ukrainische Dialekte                             | -belarussische Dialekte                           | -belarussische Dialekte                           | -belarussische Dialekte                           | -belarussische Dialekte                           | -russische Dialekte                               | -russische Dialekte                               | -russische Dialekte                               | -russische Dialekte                               |
| |                                                   |                                                   |                                                   |                                                   |                                                   |                                                   |                                                   |                                                   |                                                   |                                                   |                                                   |
| Die obige Dialektklassifizierung und Periodisierung folgt Yury Šerech [= Shevelov], Problems in the formation of Belorussian, New York 1953 (= Word: Journal of the Linguistic Circle of New York, Bd. 9, supplement, monograph no. 2), S. 93. |                                                   |                                                   |                                                   |                                                   |                                                   |                                                   |                                                   |                                                   |                                                   |                                                   |                                                   |

Die ersten regionalen Unterschiede zwischen den altostslawischen Texten lassen sich bereits im 12. Jahrhundert, noch in der Zeit der Kiewer Rus, ausmachen, d. h. einige Texte können aufgrund ihrer sprachlichen Merkmale Regionen zugeordnet werden, die heute in Russland, der Ukraine oder Belarus liegen. Daher behaupten einige ostslawische Sprachforscher die Existenz getrennter Sprachen bereits in dieser frühen Zeit.